# Rebecca Heineman

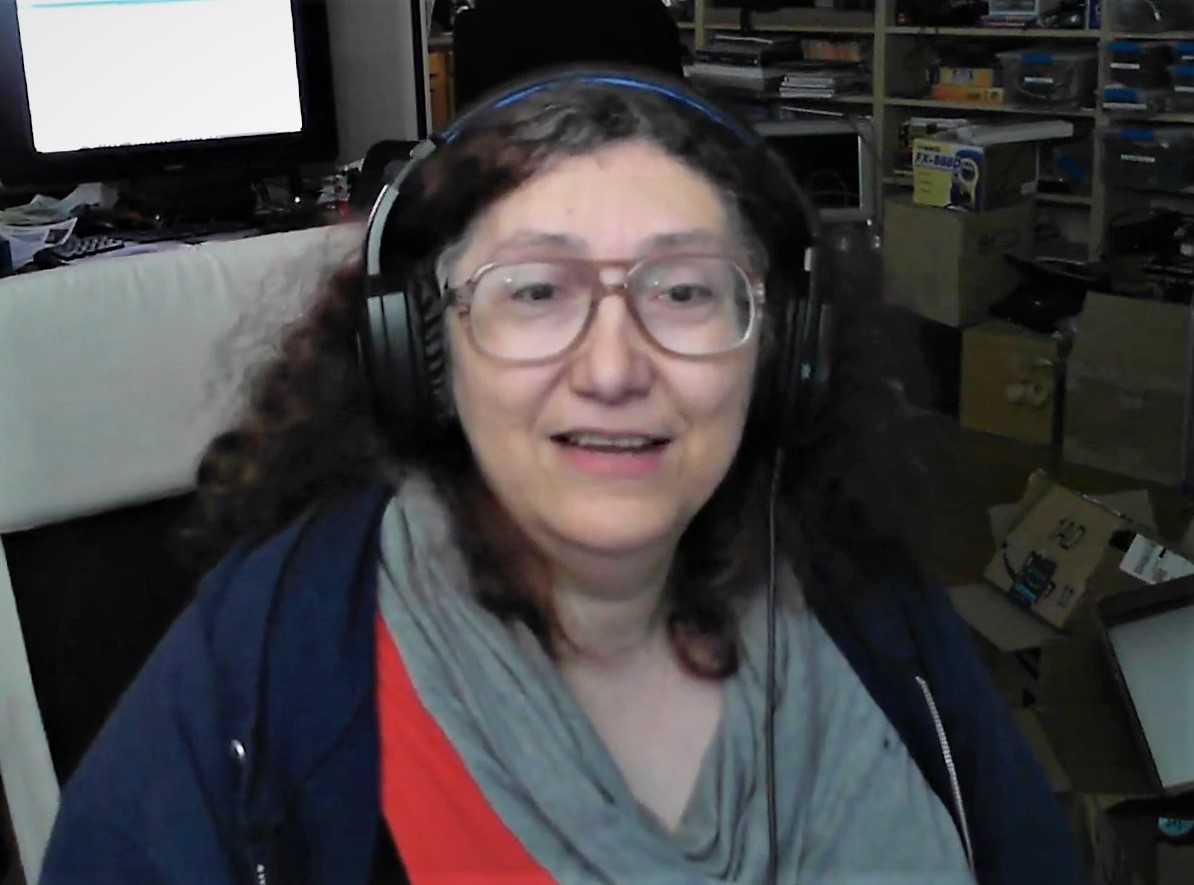
Rebecca Heineman (2019)

Rebecca Ann Heineman (* 30. Oktober 1963 in Los Angeles als William Salvador Heineman) ist eine amerikanische Computerspieledesignerin, Programmiererin und die erste E-Sport-Meisterin der Welt. Sie ist Gründungsmitglied der Videospielunternehmen Interplay Productions, Logicware, Contraband Entertainment und Olde Sküül.

## Persönliches
Heineman wurde als William Salvador Heineman, genannt Bill, geboren und wuchs in Whittier, Kalifornien auf. Während ihrer Zeit bei Interplay erhielt sie den Spitznamen Burger Bill (heute: Burger Becky), da sie aus Budgetgründen in Interplays Anfangsjahren große Mengen billiger Burger bei einem lokalen Laden erwarb und sie über den Tag verteilt im Büro neben der Arbeit aß. Da sie zunehmend unglücklich mit ihrem Geburtsnamen war, ließ sie sich bei ihrem Spitznamen rufen. 2003 wurde bei Heineman eine Störung der Geschlechtsidentität festgestellt und sie begann mit einer Geschlechtsangleichung zur Frau. Seither trägt sie den Namen Rebecca Ann Heineman. Sie war verheiratet mit der ebenfalls transsexuellen Designerin Jennell Jaquays, die im Januar 2024 starb. Sie hat fünf Kinder und wohnt in El Cerrito, Kalifornien.

## Werk
1980 nahm Heineman am Regionalauscheid einer nationalen Atari 2600 National Space Invaders Championship in Los Angeles teil. Sie gewann den Wettbewerb und am 10. November 1980 in New York die Meisterschaft der fünf Finalisten. Sie gilt damit als der erste nationale Videospielturnier-Champion. Danach arbeitete sie als Autorin für das Monatsmagazin Electronic Games und als Beraterin für das Buch How to Master Video Games. Da sie Code von Atari-2600-Spielen rückentwickelt hatte, wurde sie von Avalon Hill als Programmiererin eingestellt. Sie erstellte ein Handbuch für das Programmierteam des Unternehmens, die Spiele-Engine des Studios und den Basiscode für mehrere Softwareprojekte. Sie wechselte zu der Firma Boone, wo sie die Spiele Chuck Norris Superkicks und Robin Hood programmierte und Kenntnisse in der Programmierung vom Commodore 64, Apple II, VIC 20 und IBM PC erwarb. Dabei vertiefte sie ihre Kenntnisse über Videospielhardware und Videospieldesign.
Als 1983 Boone den Betrieb einstellte, gründete sie mit Brian Fargo, Jay Patel und Troy Worrell das Entwicklerstudio Interplay Productions, später Interplay Entertainment. Als leitender Programmierer für das Unternehmen arbeitete sie an Wasteland, The Bard’s Tale und Out of This World sowie an den Mac-OS- und 3DO-Portierungen von Wolfenstein 3D. Sie entwarf 1989 Dragon Wars, das trotz seiner Innovationen und des akribischen Designs nur mangelhaften Absatz fand. Sie wurde auch bekannt für ihre Anpassungen von beliebten Spielen auf Apple IIgs, Macintosh und viele andere Plattformen. 1995 verließ sie Interplay und gründete mit ihrem Geld eine neue Firma namens Logicware. Logicware veröffentlichte viele Mac-Spiele, einschließlich Tempest 2000 und Half-Life, sowie Build-Ports und Treiber für Mac, z. B. Mac-Portierung für Quake II. 1999 gründete sie Contraband Entertainment. In Anlehnung an Logicware entwickelte Contraband mehrere Originalspiele sowie Ports für verschiedene Plattformen für andere Entwickler. Zu den von ihr geleiteten Projekten zählen Myth III und Activision-Anthologie sowie Mac-OS-Portierungen für Aliens vs. Predator, Baldur’s Gate 2 und Heroes of Might and Magic IV. Während dieser Zeit beriet sie auch andere Unternehmen: Sie arbeitete als Senior Engineer für Electronic Arts, verbesserte den Engine-Code für Barking Lizards Technologies und Ubisoft, optimierte den Code für Sensory Sweep Studios, fungierte als Senior Software Architect für Bloomberg L.P. und Amazon. Sie bot Schulungen zur Xbox-360-Entwicklung für die Microsoft-Entwicklungsstudios an und arbeitete bei Sony am Kernel-Code für PlayStation Portable und PlayStation 4. Seit 2011 ist sie Mitglied des Beirats des Video Game History Museum und Mitglied des Board of Directors der LGBTQ+-Organisation GLAAD. Contraband wurde 2013 aufgelöst und Heineman gründete zusammen mit Jennell Jaquays, Maurine Starkey und Susan Manley die neue Firma Olde Sküül in El Cerrito.

## Spiele (Auswahl)
- 1985: The Bard’s Tale
- 1985: Borrowed Time
- 1986: Tass Times in Tonetown
- 1988: The Bard’s Tale III: Thief of Fate
- 1988: Neuromancer
- 1989: Crystal Quest
- 1989: Dragon Wars
- 1991: Track Meet
- 1991: RPM Racing
- 1992: Another World
- 1993: Rescue Rover
- 1993: Interplay’s 10 Year Anthology: Classic Collection
- 1994: Ultima I: The First Age of Darkness
- 1994: Wolfenstein 3D (Mac-Version)[4]
- 1995: Wolfenstein 3D (3DO-Version)[4]
- 1995: Kingdom: The Far Reaches
- 1996: Killing Time
- 1996: Doom (3DO-Version)
- 1997: Defiance
- 1998: Tempest 2000 (Mac-Version)
- 1998: Remington Top Shot: Interactive Target Shooting
- 1999: Redneck Rampage (Mac-Version)
- 1999: Jazz Jackrabbit 2 (Mac-Version)
- 1999: Galactic Patrol (Mac-Version)
- 1999: Bugdom
- 2001: Myth III: Die Zeit des Wolfs
- 2001: Baldur’s Gate II: Schatten von Amn (Mac-Version)
- 2002: Nanosaur
- 2002: Icewind Dale (Mac-Version)
- 2002: Hexen 2 (Mac-Version)
- 2002: Activision Anthology
- 2003: Medal of Honor: Rising Sun
- 2004: Pitfall: The Lost Expedition
- 2004: Medal of Honor: Pacific Assault
- 2004: GoldenEye: Rogue Agent
- 2005: Medal of Honor: European Assault
- 2007: Command & Conquer 3: Tiberium Wars
- 2007: Alvin and the Chipmunks

## Auszeichnungen
- 1980: erster nationaler Videospielturnier-Champion für den Gewinn der National Space Invaders Championship
- mehrfache Auszeichnung für Sailor Ranko, eine Sailor Moon-basierte Fanfiction
- 2017: Aufnahme in die International Video Game Hall of Fame